# Milford (Texas)
Milford város az USA Texas államában, Ellis megyében. Lakosainak száma 722 fő (2020. április 1.).

## Népesség
A település népességének változása:

| 2010 | 728 |
| 2020 | 722 |